# 渡辺徹 (作曲家)
渡辺徹（わたなべ　とおる、1982年8月5日 - ） は、日本の作曲家、編曲家。埼玉県出身。エイベックス内の作家セクションであるBlue Bird's Nest所属。AKB48の関連グループへの提供時にdivision L名義を使用していた。

## 主な楽曲提供作品
- アイドリング!!!
  - 「草食系カーニバル」（編曲）
  - 「Don't be afraid」（編曲）
  - 「GO EAST!!! GO WEST!!!」（編曲）
  - 「キャラメルラテ飲み行こー!」（編曲）
  - 「やらかいはぁと」（編曲）
  - 「Rollin'」（作曲・編曲）
  - 「SISTER」（編曲）
  - 「StarGirl★StarBoy -BuiBui Mix-」（編曲）
  - 「One Up!!!」（作曲）
  - 「女神のパルス」（作曲）
  - 「Secret Xmas」（編曲）
  - 「寒い夜だから…」※trfの楽曲のカバー（編曲）
- i☆Ris
  - 「Happy New World☆」（作曲・編曲）
  - 「Dream☆Land」（編曲）
  - 「Make it!」（作曲・編曲）
  - 「ミラクル☆パラダイス」（編曲）
  - 「ドリームパレード」（森月キャスと共同で作詞・作曲・編曲）
- 蒼井翔太
  - 「J-E-A-L-O-U-S」（作曲・編曲）
  - 「奪えないもの」（編曲）
  - 「give me♡me」（日比野裕史と共編曲）
  - 「硝子のくつ」（日比野裕史と共編曲）
  - 「Baby Steady Go!!」（日比野裕史と共編曲）
  - 「PSYCHO:LOGY」（日比野裕史・ats-・清水武仁と共編曲）
- 青木さやか
  - 「ノコギリガール〜ひとりでトイレにいけるもん〜」（編曲）
- Uncle Bomb
  - 「LOVE`N`Bomb」（作曲・編曲）
- ats-, 清水武仁&渡辺徹 Feat.貴水博之&AXL21
  - 「Burning My Soul」（清水武仁と共作曲・編曲）
  - 「Final Wish」（清水武仁と共作曲・編曲）
- SKE48
  - 「クロス」（作曲）
  - 「New Ager」（作曲・編曲）
- X21
  - 「恋する夏!」（編曲）
  - 「あなたのとなり」（作曲・編曲）
  - 「恋のアポロ計画」（編曲）
  - 「笑顔のプロローグ」（編曲）
  - 「鏡の中のパラレルガール」（日比野裕史・桑谷実沙・大西克巳と共作曲）
  - 「Holy☆Holiday」（桑谷実沙・日比野裕史・大西克巳と共作曲）
  - 「現実から逃げるから現実がツラいんだ」（日比野裕史と共編曲）
  - 「君と僕の夏」（作曲・編曲）
  - 「My Darling」（丸山真由子・大西克巳・日比野裕史と共作曲・日比野裕史と共編曲）
  - 「デスティニー」（日比野裕史と共編曲）
  - 「Code of Canon」（丸山真由子・日比野裕史・大西克巳と共作曲・日比野裕史と共編曲）
  - 「True Gate」（日比野裕史と共編曲）
  - 「少女X」（編曲）
  - 「Beautiful X」（日比野裕史・桑谷実沙・大西克巳と共作曲）
- girl next door
  - 「Seeds of dream」 (編曲）
  - 「Infinity」（編曲） - 2009年 第51回日本レコード大賞
- 柿原徹也
  - 「Go to the top」（日比野裕史と共作曲・編曲）
- 神谷浩史
  - 「JAM Packed TRAIN（Switch Back）」（作曲、アルバム「ハレロク」収録）
- Kis-My-Ft2
  - 「タビダチノウタ」（編曲）
  - 「Tell me why」（編曲）
  - 「Summer Lover」（編曲）
  - 「Crush! Crush! Crush!」（編曲）
  - 「"4th" Overture」（作曲・編曲）
  - 「70億分の2」（編曲）
- 倖田來未
  - 「Trust you」（作詞・作曲、アルバム「secret」収録）
  - 「Your Sunshine」（編曲、シングル「Butterfly」カップリング）
  - 「you」（編曲）
  - 「Sweet Kiss」（作曲、シングル「you」カップリング）
  - 「Birthday Eve」（編曲）
  - 「No Regret」（作詞）
  - 「JOY」（編曲、TRFのアルバム「Lif-e-Motions」収録）
  - 「With your smile」（作曲）
  - 「夢のうた」（編曲） - 2006年第48回日本レコード大賞金賞
  - 「Candle Light」（編曲）
- 指原莉乃
  - 「遠い街へ」（編曲）
- 三代目 J Soul Brothers from EXILE TRIBE
  - 「東京」（編曲）
- GENERATIONS from EXILE TRIBE
  - 「時の描片〜トキノカケラ〜」（編曲）
  - 「Together」（編曲）
- SHOW-WA & MATSURI
  - 「汚れちまった涙」（編曲）
- SUPER☆GiRLS
  - 「絆デイズ」（編曲、アルバム「超絶少女」収録）
  - 「花道!!ア〜ンビシャス」（作曲・編曲）
  - 「ハッピー・サークル・ストリート」（作曲、シングル「アッハッハ!〜超絶爆笑音頭〜」収録）
  - 「華麗なるV!CTORY」（作曲、アルバム「SUPER★CASTLE」収録）
  - 「太陽の雫」（編曲、アルバム「超絶★学園 〜ときめきHighレンジ!!!〜」収録）
  - 「明日を信じてみたいって思えるよ」（編曲）
  - 「はじまりエール」（編曲）
  - 「Heart Diamond」（作曲・編曲）
- 鈴木亜美
  - 「Delightful」（作曲）
  - 「Eventful」（作曲・編曲）　 - 2005年第47回日本レコード大賞金賞受賞
  - 「For yourself」（配信用楽曲、編曲）
  - 「Times」（作曲、シングル「ねがいごと」カップリング）
  - 「Happiness is...」（作曲・編曲、スヌーピー展限定販売）
- 鈴木みらい
  - 「Star」（編曲）
  - 「ひまわり」（編曲）
  - 「花火」（編曲）
  - 「月と太陽」（編曲）
  - 「My love」（編曲）
  - 「Gift」（編曲）
- Snow Man
  - 「Nine Snow flash」（作曲・編曲）
- 貴水博之
  - 「Gimmick Zone」（作曲・編曲）
  - 「Wish in the dark」（編曲）
  - 「JUSTICE」（清水武仁と共編曲）
  - 「Everyday」（大西克巳・日比野裕史・丸山真由子と共作曲）
  - 「Yahho!」（作曲・編曲）
  - 「Believer」（清水武仁と共編曲）
- 玉置成実
  - 「Reborn」（作曲・編曲）
- DIVA
  - 「Surrender」（編曲）
  - 「一人想い」（編曲）
- Do As Infinity
  - 「Like A Rose」（ats-、清水武仁と共編曲）
- 東京パフォーマンスドール
  - 「BRAND NEW STORY」（作曲）
  - 「DREAM TRIGGER」（作曲）
- AAA
  - 「旅ダチノウタ [TW Departure Mix]」（リミックス）
  - 「-introduction-」（作曲、アルバム「depArture」収録）
  - 「始まりのキセキ」（編曲）
  - 「恋しさと せつなさと 心強さと」（編曲）
  - 「CRAZY GONNA CRAZY」（編曲）
  - 「Lights」（編曲）
  - 「Miss you」（編曲）
  - 「ほほえみの咲く場所」（編曲）
  - 「Lil' Infinity」（作曲）
  - 「Flavor of kiss」（編曲）
  - 「Distance」（編曲）
  - 「Jewel」（編曲）
  - 「Yell」（作曲）
  - 「涙のない世界」（ats-、清水武仁と共編曲） - 2016年第58回日本レコード大賞優秀作品賞
  - 「ココア」（編曲）
  - 「LIFE」（編曲） - 2017年第59回日本レコード大賞優秀作品賞
- dream
  - 「それは永遠じゃない -collapse-」（作曲、ミニアルバム「Boy meets Girl」収録）
- Dream5
  - 「ネバルノダ!」（作曲・編曲、シングル「恋のダイヤル6700」カップリング）
  - 「futuristic」（編曲）
- 浪川大輔
  - 「ファンキー☆トゥナイト」（作曲・編曲）
  - 「ファンキー☆フィッシング」（作曲・編曲）
  - 「ファンキー☆ウェーブ」（作曲・編曲）
  - 「ファンキー☆ジャングル」（作曲・編曲）
  - 「JAM Packed TRAIN」（作曲・編曲）
- 乃木坂46
  - 「ぶんぶくちゃがま」（編曲、シングル「チャンスは平等」収録）
- Not yet
  - 「味方」（編曲）
- 畠中祐
  - 「Promise for the future」（作曲・編曲）
- 浜崎あゆみ
  - 「aeternal」（作曲、アルバム「TROUBLE」収録）
- 日笠陽子
  - 「Through the Looking-Glass」（編曲）
- 放課後クライマックスガールズ
  - 「ビーチブレイバー」(編曲)
- 星井七瀬
  - 「全開ガール」（作曲）
- 堀江由衣
  - 「スピカ」（編曲）
- MATSURI
  - 「今さらカッコつけてられねえ」（編曲）
- マナカケンゴ（寺坂頼我）、シズマユナ（豊田ルナ）、ヒジリアキト（金子隼也）
  - 「Believer」（編曲）
- 水樹奈々
  - 「WHAT YOU WANT」（ats-、清水武仁と共編曲）
  - 「ダブルシャッフル」（日比野裕史と共編曲）
  - 「Sugar Doughnuts」（日比野裕史と共編曲[2]）
- 吉野裕行
  - 「Its a Show Time」（作曲）
- LinQ
  - 「全力Everyday」（作曲・編曲「チャイムが終われば」カップリング）
- 若井友希
  - 「Last Moment」（作詞・作曲、シングル「WONDERLAND」収録）